# Are You In?: Nike+ Original Run
Are You In?: Nike+ Original Run é uma mixtape do grupo de hip-hop De La Soul vendida exclusivamente pelo iTunes em associação com a Nike. O álbum foi produzido por Flosstradamus. O De La Soul que já tinha colaborado com a Nike para o lançamento de tênis personalizados, foi escolhido para ser parte da série Original Run, destinadas a corredores. Are You In? foi o primeiro álbum do De La Soul em cinco anos e a parte gráfica foi concebida pela artista de grafite Joe Buckingham. O álbum é uma única longa e contínua faixa.
| Críticas profissionais                                                      | Críticas profissionais |
| Avaliações da crítica                                                       | Avaliações da crítica  |
| Fonte                                                                       | Avaliação              |
| --------------------------------------------------------------------------- | ---------------------- |
| Hip Hop DX                                                                  | [ 1 ]                  |
| PopMatters                                                                  | [ 2 ]                  |
| Sputnikmusic                                                                | [ 3 ]                  |
| URB Magazine                                                                | [ 4 ]                  |
| Esta tabela precisa de ser acompanhada por texto em prosa. Consulte o guia. |                        |

## Faixas
Abaixo a lista das faixas e o tempo aproximado que cada faixa tem início:
| Faixa | Título                   | Início | Duração |
| ----- | ------------------------ | ------ | ------- |
| 1     | "Mornin' Rise"           | 0:00   | 7:41    |
| 2     | "Good Morning"           | 7:41   | 4:05    |
| 3     | "Big Mouf"               | 11:46  | 5:18    |
| 4     | "Attack Of 'The Stet"    | 17:04  | 4:11    |
| 5     | "Pick Up The Pace (Run)" | 21:15  | 4:53    |
| 6     | "Poetic Greed"           | 26:08  | 0:52    |
| 7     | "Greedy Man"             | 27:00  | 5:01    |
| 8     | "We O.D."                | 32:01  | 2:13    |
| 9     | "Victory Laps"           | 34:14  | 5:32    |
| 10    | "Forever"                | 39:46  | 4:31    |